# Viudas negras (Chechenia)
Las viudas negras, Shajidka o shahidka (en idioma ruso: шахидка — derivación femenina rusa de la palabra árabe shahid, 'testigo' o 'mártir') es un término que hace referencia a las mujeres islamistas suicidas de origen checheno, conocidas a partir del asalto al teatro de Moscú en octubre de 2002, y también denominadas «viudas negras» (en ruso: «чёрные вдовы», chornyye vdovy). El guerrillero checheno Shamil Basáyev se refirió a las shahidkas como parte de su unidad para atentados suicidas llamados «Jardines de los justos» (Riyad-us Salihīn).
Probablemente el término «viuda negra» nació del hecho de que buena parte de las mujeres suicidas eran viudas de los hombres muertos en enfrentamientos con fuerzas rusas durante el conflicto de Chechenia (sumado al carácter altamente tóxico de las arañas del género Latrodectus, conocidas vulgarmente como «viudas negras»). En 2003, la periodista rusa Yuliya Yuzik acuñó el término «novias de Alá» (Невесты Аллаха) para referirse al proceso mediante el cual mujeres chechenas eran reclutadas por Basayev y sus seguidores; y usado de nuevo tras la masacre de la escuela de Beslán en el programa Alto Secreto (Совершенно секретно) de la televisión rusa NTV.

## Trasfondo
Los comandos de las shahidkas se forman principalmente con mujeres de entre 15 y 19 años de edad. Según la periodista Yuliya Yuzik, muchas de las mujeres son vendidas por sus padres para ser utilizadas como shahidkas y otras, secuestradas o engañadas. Otro grupo procede de entornos wahhabistas, donde son presionadas por sus parientes para que se conviertan en shahidkas para orgullo de sus familias. Muchas de estas mujeres son preparadas psicológicamente para el suicidio por medio de narcóticos y violaciones, estando algunas embarazadas en el momento de cometer el atentado. Comúnmente no reciben ningún tipo de entrenamiento ya que no es necesario conocer el manejo de armas para pertrecharse con cinturones explosivos. Inclusive la activación de los explosivos no lo ejecutan las mismas shahidkas, sino que se realiza por control remoto.